# Ніколаус Мозер
Ніколаус Мозер (нім. Nikolaus Moser; нар. 21 березня 1990) — колишній австрійський тенісист.
Найвищу одиночну позицію світового рейтингу — 401 місце досяг 4 жовтня 2010, парну — 183 місце — 8 листопада 2010 року.
Здобув 3 парні титули.

## Фінали ATP Челленджер і ITF Ф'ючерс

### Одиночний розряд: 8 (4–4)
| Легенда              |
| -------------------- |
| ATP Челленджер (0–0) |
| ITF Ф'ючерс (4–4)    |

| Фінали за покриттям |
| ------------------- |
| Тверде (3–4)        |
| Ґрунт (1–0)         |
| Трава (0–0)         |
| Килим (0–0)         |

| Результат | В-П | Дата     | Турнір                                     | Рівень  | Покриття | Суперник           | Рахунок        |
| --------- | --- | -------- | ------------------------------------------ | ------- | -------- | ------------------ | -------------- |
| Перемога  | 1–0 | Лис 2008 | Домініканська Республіка F1, Санто-Домінго | Ф'ючерс | Тверде   | Давід Ґоффен       | 6–4, 6–3       |
| Перемога  | 2–0 | Лип 2009 | Венесуела F5, Каракас                      | Ф'ючерс | Тверде   | Даніель Вальверду  | 7–6(7–2), ret. |
| Перемога  | 3–0 | Тра 2010 | ПАР F2, Дурбан                             | Ф'ючерс | Тверде   | Адрієн Боссель     | 6–3, 5–7, 6–2  |
| Поразка   | 3–1 | Вер 2010 | Канада F4, Торонто                         | Ф'ючерс | Тверде   | Ніколас Монро      | 3–6, 6–3, 4–6  |
| Поразка   | 3–2 | Тра 2011 | ПАР F1, Дурбан                             | Ф'ючерс | Тверде   | Руан Рулофсе       | 4–6, 5–7       |
| Поразка   | 3–3 | Лют 2012 | Туреччина F4, Анталія                      | Ф'ючерс | Тверде   | Дамір Джумхур      | 4–6, 6–7(4–7)  |
| Поразка   | 3–4 | Вер 2012 | Туреччина F35, Анталія                     | Ф'ючерс | Тверде   | Таканьї Гаранганга | 0–3 ret.       |
| Перемога  | 4–4 | Вер 2013 | Австрія F10, Санкт-Пельтен                 | Ф'ючерс | Ґрунт    | Кевін Кравіц       | 6–1, 4–6, 6–1  |

### Парний розряд: 24 (15–9)
| Легенда              |
| -------------------- |
| ATP Челленджер (3–1) |
| ITF Ф'ючерс (12–8)   |

| Фінали за покриттям |
| ------------------- |
| Тверде (13–5)       |
| Ґрунт (2–3)         |
| Трава (0–0)         |
| Килим (0–1)         |

| Результат | В-П  | Дата     | Турнір                                     | Рівень     | Покриття | Партнер                  | Суперники                                     | Рахунок               |
| --------- | ---- | -------- | ------------------------------------------ | ---------- | -------- | ------------------------ | --------------------------------------------- | --------------------- |
| Поразка   | 0–1  | Лют 2009 | Мексика F1, Тустла-Гутьєррес               | Ф'ючерс    | Тверде   | Адріано Б'яселла         | Клаудіо Грассі Меттью Робертс                 | 4–6, 5–7              |
| Перемога  | 1–1  | Лип 2009 | Венесуела F4, Сьюдад-Гуаяна                | Ф'ючерс    | Тверде   | Луїс Давід Мартінес      | Гільєрмо Дюран Кевін Конфедерак               | 6–1, 6–1              |
| Перемога  | 2–1  | Лип 2009 | Венесуела F5, Каракас                      | Ф'ючерс    | Тверде   | Луїс Давід Мартінес      | Хуан Де Армас Даніель Вальверду               | без гри               |
| Перемога  | 3–1  | Сер 2009 | Таїланд F1, Nonthaburi                     | Ф'ючерс    | Тверде   | Милош Раонич             | Івабуті Сатосі Мотомура Гоїті                 | 0–6, 7–6(7–2), [10–3] |
| Перемога  | 4–1  | Лис 2009 | Домініканська Республіка F1, Санто-Домінго | Ф'ючерс    | Тверде   | Адам Ель Мідаві          | Марін Драганя Діно Маркан                     | 7–5, 6–4              |
| Поразка   | 4–2  | Гру 2009 | Домініканська Республіка F3, Санто-Домінго | Ф'ючерс    | Тверде   | Луїс Давід Мартінес      | Максіміліан Нойхріст Трістан-Замуель Вайсборн | 6–0, 6–7(4–7), [8–10] |
| Перемога  | 5–2  | Бер 2010 | Італія F1, Тренто                          | Ф'ючерс    | Тверде   | Микола Фідірко           | Федеріко Гайо Алессандро Джаннессі            | 6–4, 6–4              |
| Перемога  | 6–2  | Кві 2010 | Korea F3, Чханвон                          | Ф'ючерс    | Тверде   | Макс Радічніґґ           | Ґун Маосінь Чже Лі                            | 6–2, 2–6, [10–5]      |
| Перемога  | 7–2  | Тра 2010 | ПАР F1, Дурбан                             | Ф'ючерс    | Тверде   | Макс Радічніґґ           | Сергій Кротюк Віталій Решетников              | 7–5, 6–1              |
| Поразка   | 7–3  | Тра 2010 | ПАР F2, Дурбан                             | Ф'ючерс    | Тверде   | Макс Радічніґґ           | Равен Класен Річард Рукельшаузен              | 4–6, 7–5, [8–10]      |
| Перемога  | 8–3  | Лип 2010 | Пенза, Росія                               | Челленджер | Тверде   | Михайло Єлгін            | Олександр Бурий Кирило Горбатюк               | 6–4, 6–4              |
| Перемога  | 9–3  | Сер 2010 | Astana, Казахстан                          | Челленджер | Тверде   | Михайло Єлгін            | Ву Ді Чжан Цзе                                | 6–0, 6–4              |
| Перемога  | 10–3 | Тра 2011 | ПАР F2, Дурбан                             | Ф'ючерс    | Тверде   | Річард Рукельшаузен      | Джин Ерасмус Edward Louies Oueilhe            | 6–2, 7–5              |
| Перемога  | 11–3 | Лип 2011 | Італія F18, Модена                         | Ф'ючерс    | Ґрунт    | Макс Радічніґґ           | Федеріко Торрезі Стефано Травалья             | 6–3, 6–4              |
| Перемога  | 12–3 | Вер 2011 | Італія F27, Порто-Торрес                   | Ф'ючерс    | Тверде   | Філіпп Освальд           | Клаудіо Грассі Ерік Крепальді                 | 6–4, 6–1              |
| Поразка   | 12–4 | Вер 2011 | Хорватія F9, Умаг                          | Ф'ючерс    | Ґрунт    | Макс Радічніґґ           | Кевін Кравіц Марцель Ціммерманн               | 6–7(10–12), 2–6       |
| Поразка   | 12–5 | Лис 2011 | Chinese Taipei F3, Тайнань                 | Ф'ючерс    | Ґрунт    | Александар Лазов         | Хуан Лянцзі Ї Чжухуань                        | 3–6, 4–6              |
| Перемога  | 13–5 | Кві 2012 | Туреччина F14, Анталія                     | Ф'ючерс    | Тверде   | Ріхард Бекер             | Геро Кречмер Александер Слабінскі             | 6–4, 6–1              |
| Перемога  | 14–5 | Лип 2012 | Пенза, Росія                               | Челленджер | Тверде   | Костянтин Кравчук        | Юкі Бгамбрі Дівідж Шаран                      | 6–7(5–7), 6–3, [10–7] |
| Поразка   | 14–6 | Сер 2012 | Сеговія, Іспанія                           | Челленджер | Тверде   | Костянтин Кравчук        | Стефано Янні Флорін Мерджа                    | 2–6, 3–6              |
| Поразка   | 14–7 | Вер 2012 | Туреччина F35, Анталія                     | Ф'ючерс    | Тверде   | Туна Алтуна              | Кирило Дмитрієв Лука Марґаролі                | 4–6, 0–6              |
| Поразка   | 14–8 | Бер 2013 | Хорватія F5, Ровінь                        | Ф'ючерс    | Ґрунт    | Трістан-Замуель Вайсборн | Томіслав Бркич Стівен Діес                    | 2–6, 2–6              |
| Перемога  | 15–8 | Вер 2013 | Австрія F9, Vogau                          | Ф'ючерс    | Ґрунт    | Паскаль Бруннер          | Міхал Пазіцький Адріан Сікора                 | 6–3, 6–2              |
| Поразка   | 15–9 | Жов 2013 | Німеччина F17, Гамбах                      | Ф'ючерс    | Килим    | Ніл Поффлі               | Андреас Міс Оскар Отте                        | 5–7, 4–4 ret.         |

## Юніорські фінали турнірів Великого шолома

### Парний розряд: 1 (1 перемога)
| Результат | Рік  | Турнір                           | Покриття | Партнер              | Суперники                        | Рахунок               |
| --------- | ---- | -------------------------------- | -------- | -------------------- | -------------------------------- | --------------------- |
| Перемога  | 2008 | Відкритий чемпіонат США з тенісу | Тверде   | Седрік-Марсель Штебе | Крістофер Рунґкат Генрі Контінен | 7–6(7–5), 3–6, [10–8] |